# Juan Daniel
Juan Daniel Ferrer, mais conhecido como Juan Daniel ou Joan Daniel (Barcelona, 20 de fevereiro de 1907 – Rio de Janeiro, 28 de outubro de 2008), foi um ator, diretor, produtor e cantor hispano-brasileiro.
Sua família emigrou para a Argentina quando ainda era criança. Mais tarde, em 1929, estabeleceu-se no Brasil, onde se casou com a também atriz Mary Daniel (María Irma López), com quem teve o ator e diretor Daniel Filho e Cláudia Daniel.
Foi também produtor na equipe de José Bonifácio de Oliveira Sobrinho na TV Tupi e depois na TV Globo, onde participou em telenovelas como O Bem-Amado (1973), Selva de Pedra (1972), O Casarão (1976) e A Gata Comeu (1985).
No cinema atuou em O Casal (1975) e O Mistério de Robin Hood (1990).
Ele morreu em 27 de outubro de 2008, aos 101 anos, devido à insuficiência renal.

## Filmografia

### Televisão
| Ano  | Título                     | Personagem               | Notas                 |
| ---- | -------------------------- | ------------------------ | --------------------- |
| 1970 | Assim na Terra Como no Céu | Dom José                 |                       |
| 1970 | A Próxima Atração          | Eugênio                  |                       |
| 1971 | Minha Doce Namorada        | Pepe                     |                       |
| 1972 | Selva de Pedra             | Pepito                   |                       |
| 1972 | O Bofe                     | Palhaço Popó             |                       |
| 1973 | O Bem-Amado                | Pepito / Don Pepito      |                       |
| 1973 | Carinhoso                  | José Morales             |                       |
| 1974 | Corrida do Ouro            | Jofre                    |                       |
| 1975 | Pecado Capital             | Cantor de tango          | Participação Especial |
| 1976 | O Casarão                  | Ramon                    |                       |
| 1977 | O Astro                    | Seu "Dondinho" Rodrigues |                       |
| 1978 | Pecado Rasgado             | Miguel                   |                       |
| 1979 | Feijão Maravilha           | Presidente Gutierrez     |                       |
| 1979 | Plantão de Polícia         | Garcia                   |                       |
| 1980 | O Bem-Amado                | Pepito / Don Pepito      | 1980-1984             |
| 1985 | A Gata Comeu               | Padre Aurélio            |                       |
| 1986 | Anos Dourados              | Padre Rodrigues          |                       |
| 1990 | Desejo                     | Constantino              |                       |

### Cinema
| Ano  | Título                     | Personagem        |
| ---- | -------------------------- | ----------------- |
| 1969 | A Cama ao Alcance de Todos | Homem no banheiro |
| 1975 | O Casal                    |                   |
| 1990 | O Mistério de Robin Hood   | Seu Sebastião     |

## No teatro[4]
- 1935 - Carioca
- 1935 - Goal
- 1935 - Rio-Follies
- 1942 - Hoje Tem Marmelada!
- 1943 - A, E, I, O... Urca!
- 1943 - Sinfonia do Brasil
- 1948 - O Petróleo É Nosso!
- 1949 - Banana Nanica
- 1949 - Brotinhos e Tubarões
- 1950 - Tô de Olho
- 1950 - Boa Noite, Rio
- 1953 - O que É que o Biquíni Tem?
- 1953 - Rei Momo de Touca